# Provincia de Nord, Rwanda
Provincia de Nord este o unitate administrativă de gradul I  în Rwanda. Resedința sa este orașul Byumba.